# (3319) Kibi
(3319) Kibi – planetoida z pasa głównego asteroid okrążająca Słońce w ciągu 5 lat i 244 dni w średniej odległości 3,18 j.a. Została odkryta 12 marca 1977 roku w Kiso Station przez Hirokiego Kōsai i Kiichirō Furukawę. Nazwa planetoidy pochodzi od dawnej nazwy obszaru w prefekturze Okayama, gdzie dorastał Hiroki Kōsai. Przed nadaniem nazwy planetoida nosiła oznaczenie tymczasowe (3319) 1977 EJ5.